# Valentine Prucker
Valentine Prucker (Bolzano, 13 marzo 1989) è un'ex saltatrice con gli sci italiana.

## Biografia
Originaria di Ortisei, nel 2004 vinse la medaglia di bronzo dal trampolino medio ai Campionati italiani under 16. Nello stesso anno debuttò in Coppa Continentale, la massima competizione femminile di salto prima dell'istituzione della Coppa del Mondo nella stagione 2012, il 24 luglio a Park City, ottenendo un 13º posto che sarebbe rimasto il suo miglior piazzamento nella competizione. Si ritirò nel 2008.

## Palmarès

### Coppa Continentale
- Miglior piazzamento in classifica generale: 27ª nel 2005

### Campionati italiani
- 1 medaglia[1]:
  - 1 bronzo (trampolino normale nel 2006)